# Suamico
Suamico est un village du comté de Brown, dans l’État du Wisconsin, aux États-Unis. Sa population s’élevait à 11 346 habitants lors du recensement de 2010, estimée à 12 588 habitants en 2016.

## Démographie
| Groupe            | Suamico | Wisconsin | États-Unis |
| ----------------- | ------- | --------- | ---------- |
| Blancs            | 97,4    | 86,2      | 72,4       |
| Métis             | 0,8     | 1,8       | 2,9        |
| Amérindiens       | 0,7     | 1,0       | 0,9        |
| Asiatiques        | 0,6     | 2,3       | 4,8        |
| Afro-Américains   | 0,3     | 6,3       | 12,6       |
| Autres            | 0,2     | 2,4       | 6,2        |
| Total             | 100     | 100       | 100        |
|                   |         |           |            |
| Latino-Américains | 1,0     | 5,9       | 16,7       |

Selon l'American Community Survey, pour la période 2011-2015, 97,91 % de la population âgée de plus de 5 ans déclare parler anglais à la maison, alors que 1,01 % déclare parler l'allemand et 1,07 % une autre langue.

## Source
- (en) Cet article est partiellement ou en totalité issu de l’article de Wikipédia en anglais intitulé « Suamico, Wisconsin » (voir la liste des auteurs).

1. ↑  (en) « Suamico, PA Population - Census 2010 and 2000 », sur censusviewer.com (consulté le 27 avril 2016).
2. ↑  (en) « Population of Wisconsin - Census 2010 and 2000 », sur censusviewer.com (consulté le 27 avril 2016).
3. ↑  (en) « Language spoken at home by ability to speak English for the population 5 years and over ».